# Elbay Rzaguliyev
 (juillet 2021).
Elbay Rzaguliyev (en azéri : Elbəy Mirzə Həsən oğlu Rzaquliyev), né le 17 juin 1926 à Bakou et mort le 15 septembre 2007 à Bakou, est un cinéaste et peintre azerbaïdjanais.

## Biographie
Écolier, il travaille dans l'atelier d'art de la maison des pionniers de Bakou. En 1941, il entre à l'École d'art d'État d'Azerbaïdjan Azim Azimzade. En 1946, il obtient le diplôme de l'école des Beaux-arts et le ministère de l'Éducation l'envoie à l'Institut national de cinématographie à Moscou. Ses professeurs sont alors des artistes-pédagogues professionnels tels que G. Shegal, Y. Pimenov et M. Bogdanov. Il obtient son diplôme de l'institut en 1953 et retourne dans sa ville natale.
Elbay Rzaguliyev commence alors à travailler dans le studio de cinéma de Bakou. Il apporte des contributions créatives au cinéma azerbaïdjanais en tant que premier peintre au cinéma. Le premier travail de l'artiste est le long métrage documentaire À notre peuple autochtone réalisé par Huseyn Seyidzade en 1954. 
En 1955, il conçoit les comédies Bakhtiyar et Rencontre. Elbay Rzaguliyev travaille également de manière indépendante dans un des sept films produits dans les années 1950 - Son grand cœur (1958). 
À partir de 1958, Elbay Rzaguliyev avait visité la plupart des pays du monde, peint des portraits, des aquarelles et d'autres peintures au Mexique, des monuments de l’Inde, au Japon, aux États-Unis, en Roumanie, en Israël, en Hongrie et a obtenu un grand succès dans les expositions internationales d'art. Il est reconnu pour ses peintures et ses graphiques. 

## Contributions télévisuelles
Série mexicaine (1959-1960) :
- Filles mexicaines ;
- Mexicaine ;
- Sur la place ;
- Mexicains devant l'église ;
- Mexicains.

Série arabe (1965-1966) :
- Mosquée ;
- Soldat yéménite ;
- Village en Syrie ;
- Devant la mosquée Omar ;
- Un Arabe en rouge ;
- Prière du matin à Aden ;
- Mosquée à Jérusalem.

Série indienne (1977-1978) :
- Monument architectural indien ;
- Delhi ;
- Taj Mahal.

Série japonaise (1995) :
- Mont Fuji ;
- Atelier ;
- Parapluies ;
- Pluie à Nikke.

## Récompenses
- Médaille Pour distinction dans le travail - 9 juin 1959
- Titre honorifique Artiste émérite de la RSS d'Azerbaïdjan - 29 juin 1964
- Titre honorifique Artiste du peuple de la RSS d'Azerbaïdjan - 5 décembre 1977
- Prix d'État de l'URSS - 1986
- Ordre Chohrat (Gloire) - 19 juin 1998.